# Fosse Way

Calzadas romanas de Britania. En verde oscuro, la Fosse Way.

Fosse Way fue una calzada romana de Inglaterra, que unía la actual Exeter (Isca Dumnoniorum), en el suroeste de la isla, con Lincoln (Lindum Colonia), en East Midlands, pasando por Ilchester (Lindinis), Bath (Aquae Sulis), Cirencester (Corinium) y Leicester (Ratae Corieltauvorum).

## Origen del nombre
La palabra Fosse deriva del vocablo latino fossa, que significa zanja. Esta denominación responde a que en las primeras décadas tras la conquista romana de Britania (en el año 43) la Fosse Way marcaba la frontera oeste de los territorios bajo influencia romana. De hecho, es posible que el camino surgiese en origen como una zanja defensiva, que posteriormente se rellenó y se convirtió en calzada, o que el foso defensivo se extendiese cercando parte de la ruta. Fosse Way es la única calzada romana que conserva su nombre original en latín, puesto que la mayoría de ellas han sido renombradas por los anglosajones.
Respecto al trazado, hay que señalar que es extremadamente directo en su ruta. Por ejemplo, de Lincoln a Ilchester (una distancia de 182 millas) no hay más de seis millas de oscilación hacia los laterales.

## La vía actual
Muchas partes de la Vía del Foso todavía existen y forman parte de modernas carreteras: El recorrido entre Leicester y Lincoln, que se extiende por la ruta A46, sigue el plano original de la Vía del Foso.
Al sur de Leicester, exceptuando una pequeña desviación cerca de Narborough, donde el curso original no es visible, la ruta A46 sigue el camino. Entre Bath y Exeter, la Vía del Foso es seguida por otras rutas modernas, como A367, A37 y A303.